# Emkendorfkredsen
Emkendorfkredsen var en litterær salon fra 1783 på godset Emkendorf i Holsten; det tilhørte greveparret Friederike Juliane von Reventlow, født von Schimmelmann, og Friedrich Karl von Reventlow.
Medlemmer af kredsen var især Friedrich Gottlieb Klopstock, Heinrich Christian Boie, Matthias Claudius, Johann Caspar Lavater, Johann Heinrich Voß og Friedrich Heinrich Jacobi, men også La Fayette besøgte Emkendorf.
Emkendorf konkurrerede omkring år 1800 med hoffet i Eutin om ryet som "Nordens Weimar".

## Galleri
- Friederike Juliane grevinde von Reventlow
- Matthias Claudius
- Friedrich Gottlieb Klopstock
- Johann Caspar Lavater
- Johann Heinrich Voß
- Friedrich Heinrich Jacobi

- |  | Wikimedia Commons har medier relateret til: Emkendorfkredsen |